# Peder Madsens Gang
Peder Madsens Gang var en berygtet smøge i det gamle København, anlagt omkring 1630 under Christian 4. i lighed med en række andre smalle gyder, så som Nissegangen, Didrik Badskærs Gang, Prammandsgang, Trompetergangen, Peder Rohdes Gang, Malerens Gang og Smedens Gang.
Peder Madsens Gang blev opkaldt efter brygger Peter Madsen, der her havde nogle udlejningsboder til de fattige. For at komme ind i gyden, passerede man en port i Svane Apotek, der lå i Østergade nr 18-20. Over den port burde der - ifølge en artikel i Illustreret Tidende fra 1873 - stå et citat fra Dantes Inferno: "Lader ethvert Haab ude, I, som træder herind. Er man først kommet saa langt ned ad Elendighedens Trappetrin, at man har maattet fæste Bo i Peder Madsens Gang, da har man opgivet Haabet om atter at komme ud. Man veed omtrent med Sikkerhed, at den næste Udflugt vil finde Sted til Fattiggaarden."
Smøgen blev ryddet i 1870'erne, hvor den blev erstattet af Ny Østergade.

## Slumkvarter
I 1675 søgte adelsdamen Birgitte Skeel om tilladelse til at lukke smøgen, fordi "der kun bor skarns folk, og at gaden ikke gør nytte til andet end at skjule så mange skarns folk, som, når de gør klammeri på gaderne, da retirerer derind".
I bladet Politivennen i 1806 stillede en arbejdsmand, bosat i Peder Madsens Gang nr 267, spørgsmål ved, at "værten har indlejet beboere under det åbne tag, på et værelse hvor der hverken er køkken eller kakkelovn. Om aftenen kan man se, at der er lyst hos disse folk. Man spørger dem, som herpå kan give svar, om ikke herved måske er farlighed." I 1825 tog Politivennen det samme problem op; brandfaren i de smalle gyder. I 1838 trykte Politivennen et læserbrev fra en mand, der en dag havde fulgt sin far og søster fra Østergade til Grønnegade, "og lod sig uheldigvis overtale til at benytte denne genvej. Men bittert måtte han fortryde det, da der fra de fleste vinduer og kælderhalse vankede en sådan mængde liderligheder og smudsigheder, at man ikke uden væmmelse kunne høre på det. Vores driftige politi anmodes ærbødigst om at afvænne visse dybt sunkne skabninger med denne uskik, der så vidt vi ved før i tiden kun går i svang ved højlys dag i nævnte stræde og i den berygtede Holmensgade."
Peder Madsens Gang var urørt af de to storbrande, der i 1700-tallet lagde store dele af det gamle København øde. Derfor var den oprindelige boligmasse endnu intakt ved nedrivningen i 1870’erne. Solens stråler nåede aldrig ned i den smalle gyde eller dens skaktlignende baggårde.
I 1866-70 afslørede en undersøgelse, at ud af 80 børn født i Peder Madsens Gang, blev kun de 19 ældre end fem år. To vogne kunne ikke passere hinanden i smøgen, hvor en fuld mand angiveligt kunne holde balancen ved at støtte hænderne på husene på hver side af den. I gydens 17 etageejendomme boede der mindst 700 fattige, tæt stuvet sammen under kummerlige forhold i mørke, fugtige og ildelugtende boliger. I 1869 fandt distriktslægen i et usselt, bræddeklædt kammer på kvisten i nr 4 "5 Mandfolk og 2 ældre Fruentimre liggende paa Gulvet i Pjalter." Smøgen rummede også flere værtshuse. Det fungerede også som logihus, indrettet med sovepladser. Også andre af gadens beboere tog lejeboere ind. For at undgå politiet søgte løse eksistenser om natten hertil "for paa Gulvet, Side om Side ved hinanden, at finde et kummerligt Natteleie." Brændevinsbrænder Anders Petersen i nr. 7 havde en stald med et større antal køer, da køerne blev fodret med bærme, et affaldsprodukt fra fremstillingen af brændevin. Efter brænderiets nedlæggelse beholdt ejeren alligevel sit kohold, så 22-26 køer holdt til i stuen i baghuset til nr 7. Den side af Peder Madsens Gang, der vendte ud mod hotel d’Angleterres have, havde noget bedre luft end de andre.
Myndighederne og lægen Emil Hornemann forsøgte at oplyse folk om bedre pleje og ernæring. De vedtog nogle regler for at sikre, at folk boede under forsvarlige forhold, såsom ordentligt renhold og udluftning, og at det fastsatte antal beboere ikke måtte overskrides. Man var nervøs for børns velfærd i gader med prostitution, da børns adfærd disse steder var afvigende. På grund af de sociale forhold blev børn helt ned i tiårs alderen fra Peder Madsens Gang i 1868 indlagt som smittet med kønssygdomme. I Peder Madsens Gang lå der 7 bordeller i 1868; 4 ejet af mænd, 3 af kvinder. Der var 34 prostituerede, heraf 21 offentlige.

## Saneringen
En læser skrev i 1871 i Fædrelandet: "Befolkningen i Peder Madsens Gang, Husværter som Lejere, vilde, forjagne ved Expropriation eller frivillig fortrukne derfra, ikke søge det Lys og den Luft, som Menneskekjærlighed vil anvise dem; men de vilde søge andre Kroge og Huler, hvor de findes, og vrage hine Goder; fordi man blev af med Gaden, blev man ikke af med Befolkningen og dens Maade at leve paa, men den kom i det Højeste til at leve under en lille Smule bedre Forhold, og bedst er det vistnok i hvert Fald ogsaa, at den spredes."
Men kvarterets distriktslæge Ferdinand Frederik Ulrik (1819-1917) var stærkt politisk og socialt engageret, og stiftede i 1865 den første kooperative byggeforening i Danmark, Arbejdernes Byggeforening for arbejderne fra B&W-værftet. Med sæde i borgerrepræsentationen 1867-73 og sundhedskommissionen 1868-87 søgte han at udvirke en forbedring i Københavns boligforhold. I 1871 fik han i dr. Hornemanns tidsskrift Hygiejniske Meddelelser trykt artiklen "Kan Peder Madsens Gang betragtes som et Sygdoms Focus her i Staden?" - som påviste sammenhængen mellem den ringe boligstandard, gadens overbefolkning og den dokumenterede overdødelighed. Videre påpegede han det paradoksale ved, at Peder Madsens Gang lå klods op ad byens fineste promenadestrøg: "Alt, hvad vi besidde af Luksus, Forfinelse og Rigdom, medens, indenfor samme, usunde Boliger, Nød og Kummer ere nærved at decimere en ulykkelig Befolkning!" Da et udbrud af plettyfus (Typhus exanthematicus) blev opdaget i smøgen, opfordrede Dagbladet og Berlingske Tidende til at få Peder Madsens Gang fjernet. På baggrund af sundhedspolitiets arbejde og F.F. Ulriks påvisning af smøgen som en sundhedsfare, nedsatte borgerrepræsentationen 4. september 1871 et udvalg for at få forholdene i gyden forbedret. 8. november kom en betænkning på baggrund af flertallets ønske om at udvide den 3 meter brede Peder Madsens Gang til en 12 meter bred gade mod øst, hvor parken ville forbedre gadens luft. Problemet var hvem, der skulle afstå hus og hjem for denne sanering. To håndværksmestre bød på ombygningen af gaden; men den driftige C.F. Tietgen ved Det Kjøbenhavnske Bygge-Selskab endte med at overtage ombygningen, der også medførte nedrivning af hovedvagten. Tietgen havde i 1872 været medstifter af byggeselskabet, som købte gamle ejendomme op mellem Peder Madsens Gang og Kongens Nytorv med henblik på nedrivning. Der blev ikke gjort noget for at skaffe beboerne nye boliger, selv om saneringen gjorde dem husvilde.
I løbet af fire år var hele området som forvandlet. Ny Østergade og Hovedvagtsgade opstod som brede, lyse forretningsgader. Kun et par ejendomme fik konsortiet ikke opkøbt. De lå langt inde i Peder Madsens Gang, hvor der var en lille lysning mellem murene. Smøgen hedder Pistolstræde, og et par huse derfra er blevet stående.

## Trivia
Gyden huskes bl.a. fordi den omtales i Heibergs "Aprilsnarrene" (1826), hvor lærerinden, frøken Trumfmeier, beretter om sin travle formiddag:
"Saa gik jeg til Grønnegade,
gav en Time der i Sang;
derfra hid jeg monne vade
gjennem Peder Madsens Gang."